# Associació Terrarios Albos
L'Associació Terrarios Albos és una entitat de l'Hospitalet de Llobregat fundada el 2018, ubicada al districte Collblanc-La Torrassa amb l'objectiu, d'acord amb els seus estatuts, fomentar i divulgar la història i la cultura dels barris de Collblanc i de La Torrassa.
El nom de l'entitat té com a origen el fet que en el segle xv, si es mirava des de l'actual plaça de Sants, a la llavors Vila de Sants a la zona de La Torrassa es podia veure un cim blanquinós que va donar nom a la toponímia Terrarios Albos, que va evolucionar a Coll Blanc i l'actual Collblanc.
Al llarg dels anys han programat sis concerts de cant coral, amb la participació de les corals Cor Inovin de Martorell, Cor Adinoi de l'Hospitalet, Coro Vivaces de Colòmbia, Kantorei de Wandlitz d'Alemanya, Coro Stanful Ierah Losif cel Milostiv de Romania.
El darrer concert, Concert de Nadal, es va celebrar a la Residència de Gent Gran de la Torrassa el 2023 amb cors de Romania i els cors infantils i juvenils de Els matiners de l'Hospitalet, amb la col.laboració de la Cofradía Santo Cristo despojado de sus vestidures i de la Santísima Vírgen de la Amargura.
Tanmateix l'entitat du a terme diverses xerrades a la Biblioteca Josep Janés sobre diverses temàtiques d'actualitat dels barris, i també de tipus culturals i històriques.
Tanmateix, juntament amb l'Associació Sardanista de Collblanc La Torrassa han organitzat dues trobades de cultura popular catalana amb la ballada d’esbarts, castells, gegants, bestiari i batukada com a final de la trobada.